# Bienleinsmühle
Die Bienleinsmühle (früher auch Gartenmühle oder Neue Mühle) war eine Getreidemühle im Kleinziegenfelder Tal. Sie ist bis auf geringe Reste der Wehranlage vollständig abgegangen.

## Geschichte

### 1725–1775 Erbauung und Besitz durch die Müllerfamilie Bienlein
Am 24. März 1725 erwarb der Steinfelder Müller Andreas Bienlein das als Wiese bezeichnete Grundstück an der Weismain für 100 Gulden fränkischer Währung und 2 Speziestaler Lehkauf von Freiherr Heinrich Siegmund von Schaumberg zu Kleinziegenfeld. Bienlein hatte die Absicht, auf dem Grundstück eine Mühle in Lehensabhängigkeit zu errichten. Für den Bau der Mühle mit zwei Mahlgängen erhielt er von Schaumberg unentgeltlich zehn Eichenstämme, 40 Nadelholzstämme sowie einen Eschenstamm. Er verpflichtete sich im Gegenzug dazu, die Mühle so bald wie möglich zu errichten (was noch im selben Jahr geschah), diese in gutem Zustand zu halten und sie nicht ohne Wissen und Willen des Lehensherren zu verkaufen oder zu verpfänden. Mit diesen Bedingungen wurde die Mühle schaumbergisches Lehen und Töchter-Erblehen mit folgenden Abgaben und Leistungen, die der Müller seinem Lehensherrn jährlich zu bringen hatte: vier Gulden Erbzins zu Michaelis, sechs Frohntage ohne Kost und Lohn, eine jährliche Steuer von 5–10 % je 100 Gulden Wert (für die ersten drei Jahre ausgesetzt), sowie diverse Sonderabgaben, aber auch Geldgeschenke für den Müller bei Todesfällen in den Familien des Lehensherren oder Lehensmannes und bei Kaufgeschäften.
Für den Betrieb einer Landwirtschaft erwarb Andreas Bienlein am 14. November 1731 eine kleine Wiese hinter der Mühle für 15 Gulden fränkischer Währung. Diese wurde Teil des Mühlenlehens, ohne dass die Konditionen erhöht wurden. Aufgrund von Altersschwäche vermachte Andreas Bienlein am 13. Februar 1754 seinem Sohn Johann, genannt Hans, die Mühle, die dieser zu den gleichen Bedingungen als schaumburgischer Lehensmann weiterführte. Bereits 1763 wurde die Mühle wahrscheinlich ein erstes Mal für den damals nicht geringen Betrag von 24 Gulden renoviert. Aufgrund massiver finanzieller Probleme musste er die Mühle jedoch am 3. Januar 1775 verkaufen.

### 1775–1827 Müllerfamilien Wagner und Müller
Erstmals wurde die Mühle 1769 unter dem Namen Bienleinsmühle als Teil der Lehen des Ritterguts Kleinziegenfeld genannt. Als Besitzer wurde Heinrich Wagner genannt, der die Mühle demnach anscheinend bereits zu diesem Zeitpunkt besaß oder als angestellter Meister führte und sie am 3. Januar 1775 von Bienlein erwarb. Wagner entstammte der Müllerfamilie der flussabwärts gelegenen Weihersmühle und gilt als gesicherter direkter Nachfolger Hans Bienleins. Wagner verpflichtete sich, die Mühle, zu der zu diesem Zeitpunkt bereits ein Stadel, eine Stallung, ein Felsenkeller, ein Backofen, eine Hofreite, diverse landwirtschaftliche Geräte sowie die angrenzende Wiese gehörten, als Lehensmann weiter zu führen. Etwa zur gleichen Zeit erwarb er für 300 Gulden als Zugehörung für die Mühle den Tosels-, den Hirten- und den Sorg-Acker.
Die Müllerstochter Anna Margaretha Wagner heiratete 1793 den Roßdacher Müller Laurentius Müller, der 1808 die Mühle seines verstorbenen Schwiegervaters übernahm und den Betrieb spätestens 1813 seinem Sohn Georg Müller vermachte. Dieser erwarb am 5. Oktober 1813 mit finanzieller Unterstützung seiner Cousine, der verwitweten Margarethe Müller, für 250 Gulden rheinischer Währung als Erbzinslehen mehrere Grundstücke, die vom Schrepfersmüller Johann Schrepfer am 21. März 1813 an Anton Ludwig von Schaumburg als Lehensherr zurückgefallen waren. Diese Grundstücke durften fortan nur noch landwirtschaftlichen Zwecken dienen und nicht bebaut werden. Als weitere Bedingung für diesen Kauf wurden die Lehensabgaben für die Mühle erhöht. 1826 verstarb Georg Müller im Alter von 26 Jahren an der Lungensucht.

### 1827–1881 Müllerfamilie Hübner

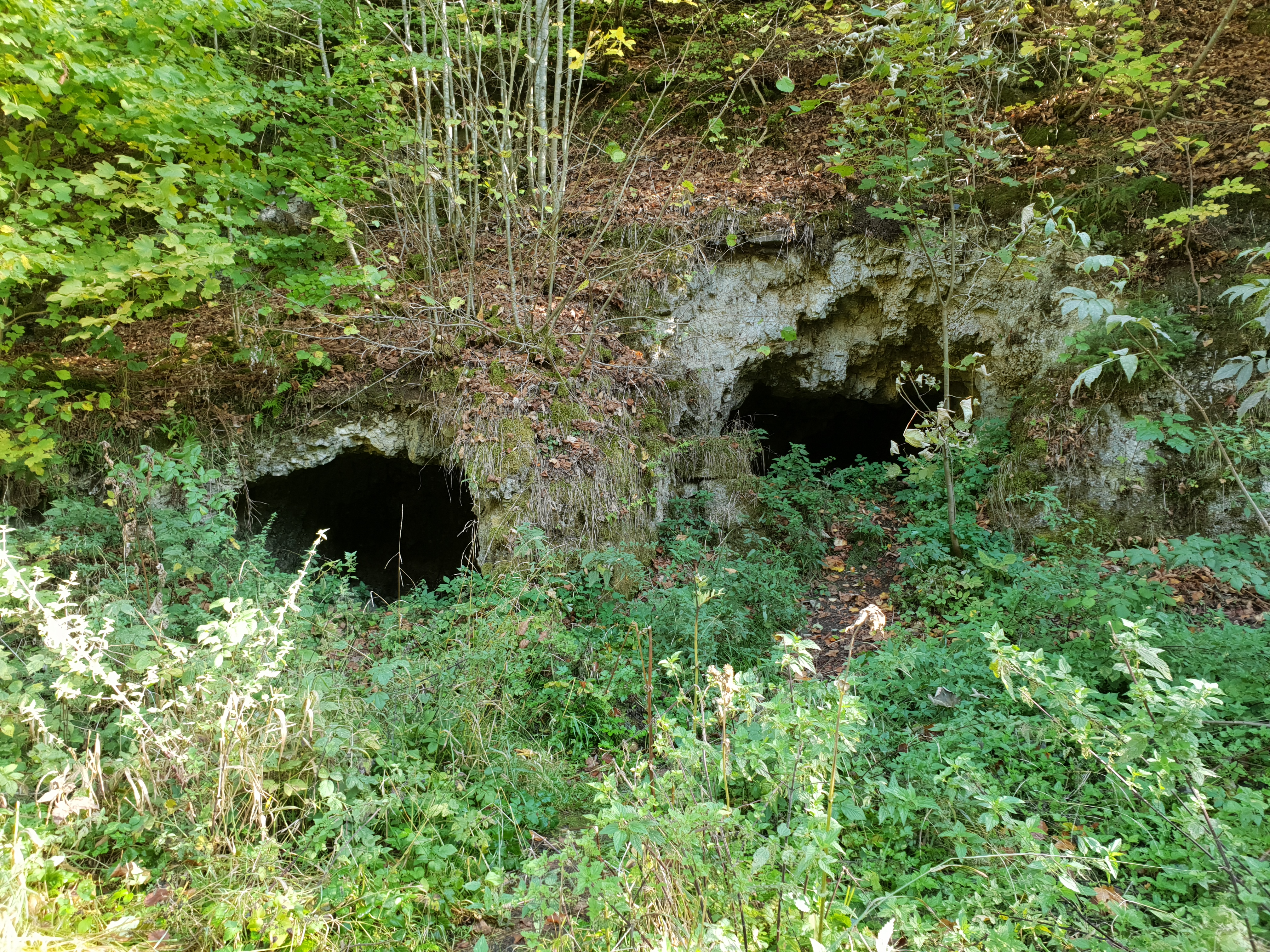
Die beiden Felsenkeller hinter der Bienleinsmühle (Aufnahme 2018).
Gut zu Erkennen sind die Bearbei-tungsspuren am Fels und die Mauerreste.

Die Müllerswitwe Anna Maria Müller, geborene Betz, heiratete 1827 den Untersteinfelder Müllergesellen Johann Christoph Hübner, der das Handwerk bei seinem Bruder Erhard in der Scheßlitzer Lohmühle erlernt hatte. Bereits 1838 verstarb Anna Maria Müller, so dass das gesamte Mühlenanwesen mit seinen Zugehörungen, das insgesamt auf den hohen Betrag von 3400 Gulden geschätzt wurde, in Hübners Besitz überging. Die gemeinsamen vier Kinder wurden von Hübners zweiter Ehefrau, der Großziegenfelderin Ursula Kreuzer aufgezogen, die er 1839 geheiratet hatte.
Spätestens ab Mitte des 19. Jahrhunderts lief die Mühle mit einem Mahl- und einem Schlaggang. Neben dem Mühlgebäude mit der Mühlentechnik und dem Wohnraum gehörten um 1881 zu dem Anwesen ein Nebenhaus mit Stallung (um 1865 als Wohnhaus mit zwei Öfen und Kaminen ausgebaut), Schweineställe, ein Backofen, eine Streuschupfe, ein Stadel, ein Viehstall und der Hofraum, sowie verhältnismäßig große landwirtschaftliche Grundstücke insbesondere rund um die Einöde Sorg, die neben der Familie von mehreren Knechten und Mägden bewirtschaftet wurden. Der Wohnteil der Mühle war direkt an den Hang dahinter gebaut, so dass es einen direkten Zugang zu den beiden noch bestehenden etwa 1 - 2 m tiefen Felsenkellern gab.

### 1881–1962 Müllerfamilie Dauer und Niedergang der Mühle

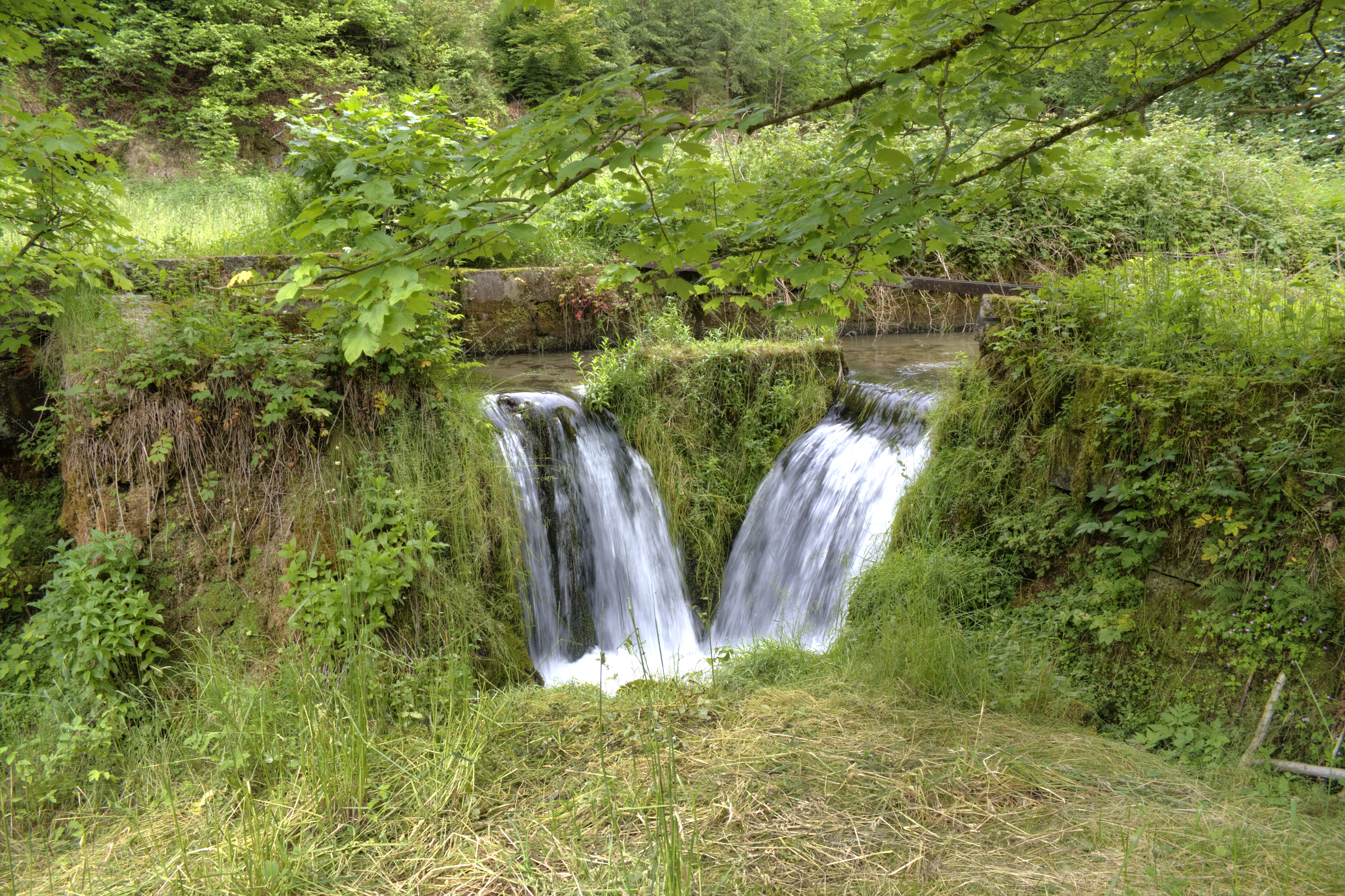
Überreste des befestigten Mühlgrabens im Bereich der ehemaligen Wasserturbine

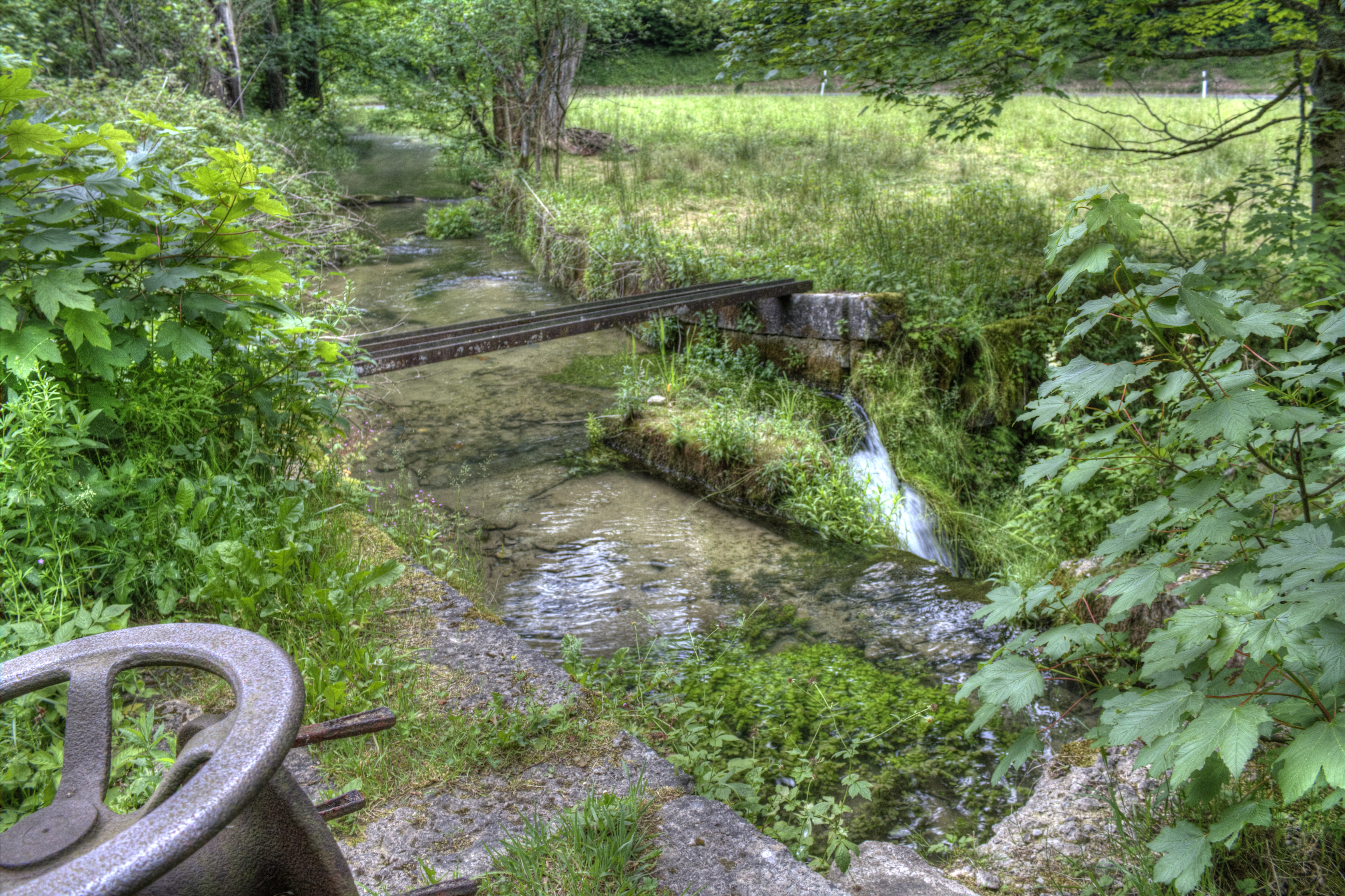
Blick auf den Turbinenvorbau (versandet) mit Stellrad

Im Jahr 1881 verkaufte der Müller Johann Hübner (1836–1907) das Mühlenanwesen mit den Feldern dem Horsdorfer Müller Andreas Dauer (1857–1932), dem späteren Bürgermeister und Erbauer der Schule in Kleinziegenfeld. Nach dem Tod seines Sohnes Johann im Jahr 1910 veräußerte Dauer die Mühle wieder, die in den folgenden Jahren häufig den Besitzer wechselte. 1911 wurden die mittelschlächtigen Wasserräder durch eine Turbine ersetzt.
Bedingt durch die Industrialisierung war es im 20. Jahrhundert unmöglich, die Mühle wirtschaftlich weiterzubetreiben, so dass zunächst der Betrieb eingestellt und die verfallende Mühle in mehreren Schritten von 1957 bis 1961/1962 abgerissen wurde. Das Anwesen befand sich zuletzt im Besitz der Strössendorfer Reichsfreiherrlich von Seckendorff-Aberdar'schen Forst- und Rentenverwaltung und wurde von den Familien Sitz und Bürger bewohnt. Der Gemeindeteil Bienleinsmühle wurde vom Kleinziegenfelder Gemeinderat in der Sitzung am 23. März 1969 aufgehoben. Bis 1997 blieb ein Schuppen erhalten, der beim Ausbau der Kanalisation im Kleinziegenfelder Tal abgerissen wurde. An die Bienleinsmühle erinnert ein Wehr mit der Inschrift „1859“, ein kleiner Wasserfall in der Weismain, an dessen Stelle sich ehemals das Mühlrad befand und die mittlerweile nicht mehr funktionierende Turbine.

### Einwohnerentwicklung
Die Tabelle gibt die Einwohnerentwicklung der Bienleinsmühle anhand einzelner Daten wieder.
| Jahr | Einwohner | Quelle |
| ---- | --------- | ------ |
| 1864 | 8         | [ 5 ]  |
| 1871 | 7         | [ 6 ]  |
| 1875 | 7         | [ 7 ]  |
| 1885 | 6         | [ 8 ]  |
| 1900 | 4         | [ 9 ]  |
| 1925 | 5         | [ 10 ] |
| 1950 | 9         | [ 11 ] |
| 1961 | 0         | [ 12 ] |

## Sonstiges
- Johann Hübner (1836–1907) ließ 1868 die neugotische Kleinziegenfelder Maria-Hilf-Kapelle erbauen.[13]
- Zur Mühle gehörte die Einöde Sorg östlich des Kleinziegenfelder Ortsteils Hühnerberg,[4] ein 1731 errichtetes Wohnstallhaus, das 1972 einstürzte.[4]